# يو إس سي هايدلبرغ
يو إس سي هايدلبرغ (بالألمانية: USC Heidelberg) هو فريق كرة سلة ألماني للمحترفين تأسس في سنة 1899 يقع مقره في هايدلبرغ.

## الإنجازات
- بطولة ألمانيا (13):

1948، 1951–1953، 1957–1962، 1966، 1973، 1977
- كأس ألمانيا لكرة السلة (2):

1977، 1978

## أبرز اللاعبين
من أبرز اللاعبين الذين لعبوا معه:
- دانيلو بارثيل